# ヨハン・フリーゾ・ファン・オラニエ＝ナッサウ
ヨハン・フリーゾ・ファン・オラニエ＝ナッサウ（オランダ語: Johan Friso van Oranje-Nassau, 1968年9月25日 - 2013年8月12日）は、元オランダ女王ベアトリクスと同国王配クラウス・フォン・アムスベルクの次男。オランダ王ウィレム＝アレクサンダーの弟。全名はヨハン・フリーゾ・ベルンハルト・クリスティアン・ダーヴィト・ファン・オラニエ＝ナッサウ・ファン・アムスベルク（Johan Friso Bernhard Christiaan David van Oranje-Nassau van Amsberg）。王位継承権放棄後の称号は、オラニエ＝ナッサウ公子、オラニエ＝ナッサウ伯爵（Prins van Oranje-Nassau, Graaf van Oranje-Nassau）。

## 人物・来歴
アムステルダムで生まれる。デルフト工科大学で学び、カリフォルニア大学バークレー校へ留学後、オランダのロッテルダム・エラスムス大学で宇宙航空工学・経済学を学んだ。1997年、フランスのフォンテーヌブローにあるINSEADでMBAを取得。
2003年7月、人権保護団体で活動するメイベル・ウィサスミット(en)と婚約を発表した。しかしながら、彼女の過去の異性関係（大学生時代にヨーロッパ有数の麻薬王で1991年に暗殺されたクラース・ブルインスマ(en)の愛人であったことや、国連職員時代に当時ボスニア・ヘルツェゴビナの国連大使（のちに外相）で公金横領で逮捕されたムハメド・サツィツベイ(en)と不倫関係にあったこと等）が問題視され、婚約破棄か王位継承権放棄かで紛糾した。オランダでは王位継承者の結婚には政府と議会の承認が必要であるが、そのどちらも得られなかった。兄ウィレム＝アレクサンダー王太子とマクシマ妃の結婚に続いてのこの騒動は、同年10月、ヨハン・フリーゾ自身がバルケネンデ首相宛に書簡を送り、王位継承権放棄を表明することで決着した。すなわち、ヨハン・フリーゾは王族として王家には残るが、自身とその子孫に王位継承権はないこととされた。
2004年4月26日、アムステルダムにおいて結婚式を執り行った。王位継承者ではないとはいえ、女王と兄ヴィレム＝アレクサンダー、弟コンスタンティンが列席した盛大な挙式であった。結婚後、ヨハン・フリーゾ夫妻はロンドンへ転居した。
2005年3月26日に長女ルアナが、2006年6月18日に次女ザリアが誕生している。
結婚前の2002年、女性関係で浮いた噂がなく、王子が国内のゲイ・コミュニティーで人気があるため、王子のゲイ疑惑を王室が公式に否定したことがある。学究肌の真面目な研究者のため、このような噂が一人歩きした模様。
2007年には、王宮内のコンピュータからウィキペディアに記載してある妻に関する不都合な記事を書き換えていたことが明らかとなった。

### 雪崩による薨去
2012年2月17日にオーストリア・フォアアールベルク州にあるレッヒ・アム・アールベルクにて、地元の雪崩監視機関によって雪崩警報が出されていたのにもかかわらず、オフピステで友人とスキーをし、雪崩に巻き込まれた。救出されるも重体。その後の手当によって一命を取り留めるも、雪に長時間埋まっていたことによる低酸素脳症のため遷延性意識障害状態が続いていた。同年3月1日に、王子一家が住むロンドンのウェリントン病院へ転院した。オランダ王室によると入院先がウェリントン病院となったのは専門家らの勧めによるもので、王子の容体からすると最適の治療が受けられる施設であったという。
2013年8月12日、意識不明のまま、ハーグにあるハウステンボス宮殿で薨去。44歳没。

## 子女

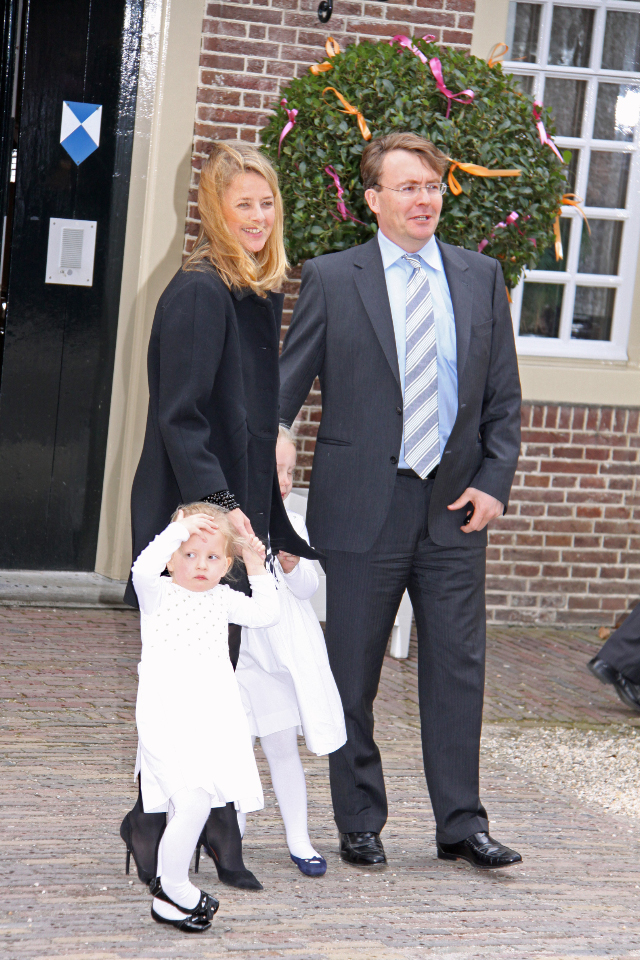
家族4人（2010年）

- エマ・ルアナ・ニネット・ソフィー（スペイン語版）（2005年3月26日 - ）
- ヨアンナ・ザリア・ニコリーン・ミルー（スペイン語版）（2006年6月18日 - ）

（en:Prince Friso of Orange-Nassau#Marriage and children）